# Jüdischer Friedhof (Rümmelsheim)
Der Jüdische Friedhof Rümmelsheim  ist ein Friedhof in der Ortsgemeinde Rümmelsheim im Landkreis Bad Kreuznach in Rheinland-Pfalz. 
Der jüdische Friedhof liegt zwei Kilometer nordwestlich des Ortes im Distrikt „Auf dem Horet“.
Auf dem 975 m² großen Friedhof, der spätestens 1808 angelegt und bis ins 20. Jahrhundert belegt wurde, befinden sich sechs Grabsteine in unterschiedlichem Erhaltungszustand. Der älteste stammt aus dem Jahr 1848.